# Orde van kapvlaktegemeenschappen
De orde van kapvlaktegemeenschappen (Epilobietalia angustifolii) is een orde van de klasse van kapvlaktegemeenschappen (Epilobietea angustifolii). De orde omvat plantengemeenschappen die voorkomen op droge, betrekkelijk voedselarme standplaatsen in bosgebieden waarin door kap, brand of windworp de boomlaag plots verdwijnt.

## Naamgeving en codering
| Atropetalia belladonnae Vl. 1945    |
| Epilobietalia angustifolii Tx. 1950 |

- Frans: Coupes forestières
- Duits: Weidenröschen-Waldlichtungsfluren
- Engels: Tall-herb vegetation of clearings of deciduous woodlands
- Syntaxoncode voor Nederland (rVvN): r35A

De wetenschappelijke naam Epilobietalia angustifolii is afgeleid van een synoniem van de botanische naam van de klassekensoort wilgenroosje (Chamaenerion angustifolium, synoniem: Epilobium angustifolium).

## Kenmerken
Voor de kenmerken van deze orde, zie de klasse van kapvlaktegemeenschappen.

## Onderliggende syntaxa in Nederland en Vlaanderen
De orde van kapvlaktegemeenschappen wordt in Nederland en Vlaanderen vertegenwoordigd door maar één verbond, waarvan alhier één onderliggende associatie voorkomt.
- - wilgenroosje-verbond (Carici piluliferae-Epilobion angustifolii)
    - wilgenroosje-associatie (Senecioni sylvatici-Epilobietum angustifolii)

## Diagnostische taxa voor Nederland en Vlaanderen
Deze orde heeft voor Nederland en Vlaanderen geen specifieke kensoorten. Voor een overzicht van de voornaamste ken- en begeleidende soorten van de klasse, zie de klasse van kapvlaktegemeenschappen.